# CS Pétange
CS Pétange was een Luxemburgse voetbalclub uit Pétange in het zuidwesten van het land.
De club werd in 1910 opgericht en speelde in 1913 voor het eerst in de hoogste klasse en speelde nog 2 seizoenen in de hoogste klasse voor 1920. Daarna was het tot 1945 wachten vooraleer de club weer aansluiting vond in 1ste. Na 4 jaar degradeerde de club. De club speelde nog in 1ste van 1965-1968, 1986/87, 1988/89, 1993-1996, 1998/99 en vanaf 2004. In 2013 degradeerde men. Op 29 april 2015 fuseerde de club met FC Titus Lamadelaine en werd zo Union Titus Pétange. 
In 2005 werd met de beker de eerste trofee binnen gehaald.

## Erelijst
- Beker van Luxemburg

Winnaar: 2005
Finalist: 1992

## Eindklasseringen vanaf 1946 tot 2015
| 10 |

| 12 |

| 2 |

| 12 |

| 4 |

| 10 |

| 7 |

| 4 |

| 9 |

| 8 |

| 10 |

| 8 |

| 10 |

| 6 |

| 3 |

| 1 |

| 5 |

| 8 |

| 7 |

| 1 |

| 9 |

| 9 |

| 12 |

| 10 |

| 9 |

| 8 |

| 11 |

| 2 |

| 7 |

| 9 |

| 10 |

| 12 |

| 8 |

| 4 |

| 2 |

| 4 |

| 9 |

| 8 |

| 4 |

| 3 |

| 2 |

| 12 |

| 1 |

| 10 |

| 2 |

| 3 |

| 5 |

| 2 |

| 7 |

| 9 |

| 11 |

| 2 |

| 9 |

| 11 |

| 7 |

| 6 |

| 9 |

| 4 |

| 2 |

| 8 |

| 8 |

| 10 |

| 14 |

| 1 |

| 9 |

| 7 |

| 8 |

| 13 |

| 7 |

| 7 |

| Nationaldivisioun | Éirepromotioun | 1. Divisioun |

## Pétange in Europa
#Q = #kwalificatieronde, T/U = Thuis/Uit, W = Wedstrijd, PUC = punten UEFA coëfficiënten .
Uitslagen vanuit gezichtspunt CS Pétange
| Seizoen                                                    | Competitie | Ronde | Land             | Club                | Totaalscore | 1e W    | 2e W    | PUC |
| ---------------------------------------------------------- | ---------- | ----- | ---------------- | ------------------- | ----------- | ------- | ------- | --- |
| 2005/06                                                    | UEFA Cup   | 1Q    | Vlag van Finland | AC Allianssi Vantaa | 1-4         | 0-3 (U) | 1-1 (T) | 0.5 |
| Totaal aantal behaalde punten voor UEFA coëfficiënten: 0.5 |            |       |                  |                     |             |         |         |     |